# بهارات راتنا
بهارات راتنا (به هندی: भारत रत्‍न) (به انگلیسی: Bharat Ratna) بالاترین جایزه و نشان شهروندی در هندوستان است. این نشان به افرادی با بالاترین خدمات به جامعه اعطاء می‌شود. این خدمات می‌تواند از زمره خدمات هنری، ادبی، علمی باشد.
بر خلاف دریافت‌کنندگان درجه سلحشوری (شوالیه‌ها)، اعطا شوندگان بهارات راتنا لقب ویژه‌ای دریافت نمی‌کنند اما محلی برای ایشان در رده اولویت (order of precedence) در نظر گرفته می‌شود.
واژه بهارات راتنا به معنای «جواهر هندوستان» است. این نشان در دوم ژانویه ۱۹۵۴ از سوی رئیس‌جمهور وقت هند بنیاد شد.